# Die arme Lisa

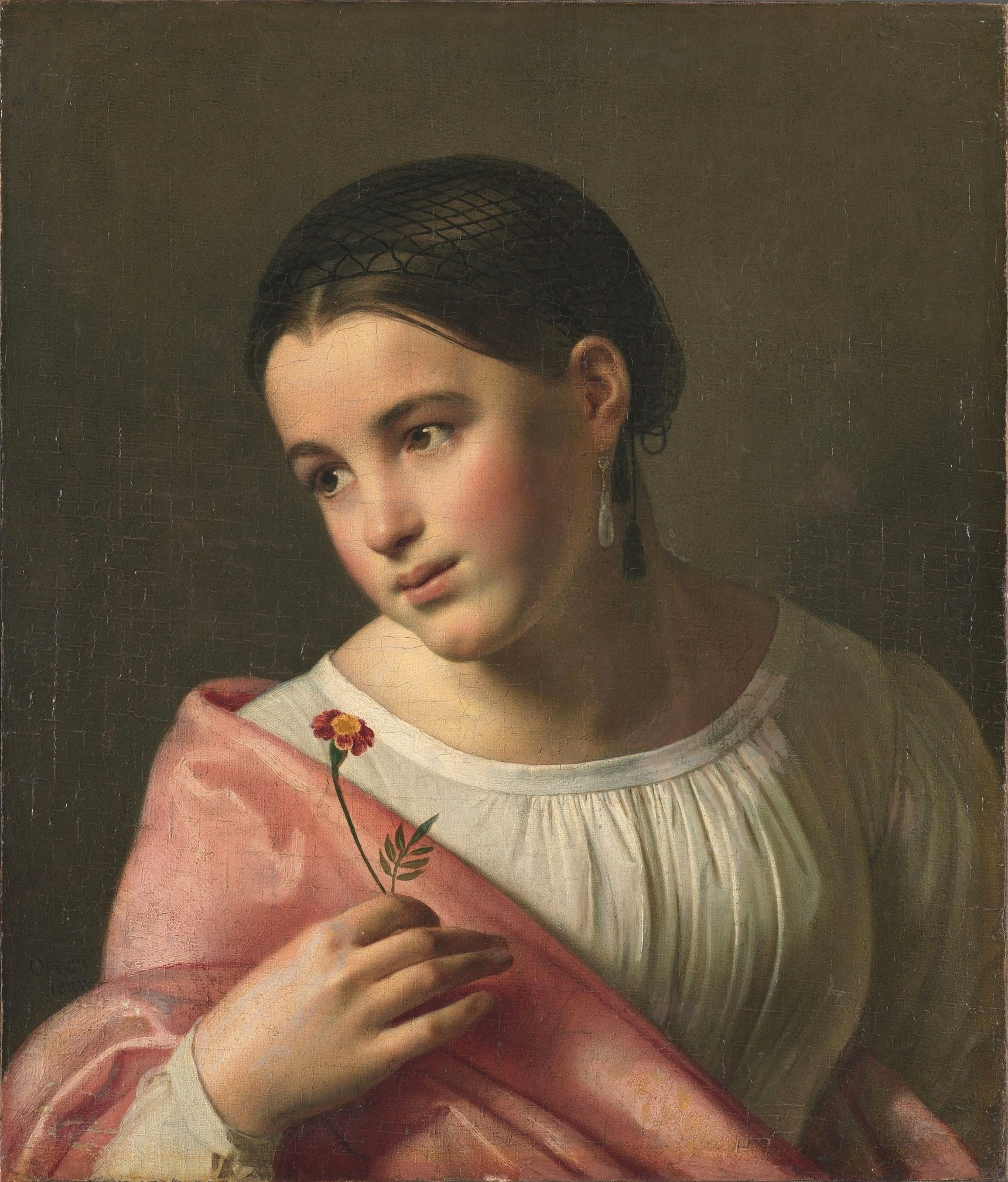
Die arme Lisa.
Gemälde von Orest Kiprenski (1827)

Die arme Lisa (russisch Бедная Лиза, Bednaja Lisa) ist eine sentimentalische Erzählung des russischen Schriftstellers Nikolai Karamsin, die 1792 im Moskowski schurnal erschien. Die erste deutsche Übersetzung kam 1800 in Leipzig auf den Buchmarkt.

## Handlung
Der Ich-Erzähler kennt die Sperlingsberge und die Gegend um das Danilow-Kloster an der Peripherie Moskaus gut. Dort steht das Simonow-Kloster. In dessen Nähe lebte um 1760 die schöne, liebenswürdige Lisa mit ihrer alten Mutter in einer Hütte. Nach dem Tode des Vaters, eines Bauern, pflegte Lisa die sieche Mutter und sorgte für den Unterhalt. So verkaufte sie gelegentlich in Moskau Maiglöckchen. Der junge begüterte, adlige Erast kaufte ihr ein Sträußchen ab. Anderntags machte sich Lisa wieder mit Maiglöckchen auf den Weg und wollte alle diese Blumen an den jungen Edelmann verkaufen. Aber Erast kam nicht. Da warf Lisa die Blumen in die Moskwa. Beim nächsten Treff macht Erast dem jungen Mädchen eine Liebeserklärung. Jeden Abend treffen sich beide nahe der Hütte am Ufer des reinen tiefen Teiches, den hundertjährige Eichen beschatten.
Lisa ist traurig, als sie der Sohn eines reichen Bauern freien will. Sie setzt Erast auseinander, er als Edelmann könne sie als junge Bäuerin nie zur Frau nehmen. Erast bestreitet das und schreitet zur Tat. Während eines Maigewitters verliert Lisa ihre Unschuld.
Erast lügt, er müsse am Feldzug seines Regiments teilnehmen und lässt die arme Lisa im Stich. Als Lisa zwei Monate darauf in Moskau Arznei für die kranke Mutter kauft, fährt Erast in einer Equipage vorüber. Lisa folgt dem Geliebten. Dieser weist sie ab. Seiner Spielschulden wegen wird er eine ältere reiche Witwe heiraten. Erast findet Lisa mit hundert Rubeln ab.
Lisa macht ihrem Leben in jenem tiefen Teich unter den alten Eichen ein Ende und wird in der Nähe begraben. Die Mutter wird vom Gram hinweggerafft. Erast nennt sich Lisas Mörder und ist sein Leben lang unglücklich. 
Der Erzähler hat die Geschichte der armen Lisa ein Jahr vor dem Tode Erasts von diesem erfahren.

## Literarische Bedeutung
Die Novelle wird in Kindlers Literaturlexikon als der „vielleicht wichtigste, in jedem Fall aber bekannteste Beitrag der russischen Literatur zum europäischen Sentimentalismus“ bezeichnet. Karamsin habe darin ein eigenes Vokabular für Gefühle und Empfindungen entwickelt und dem Lesepublikum nahegebracht. Damit habe er „der differenzierten Psychologie der modernen russischen Novellistik den Boden bereitet“.

## Verwendete Ausgabe
- Die arme Lisa. S. 5–25 in Nikolaj M. Karamsin: Die arme Lisa. Die Statthalterin Marfa. Aus dem Russischen übertragen von Julius Marty. Nachwort von Helmut Grasshoff. Reclam, Leipzig 1965 (1. Aufl., RUB 206)